# Orquesta Filarmónica de Bergen

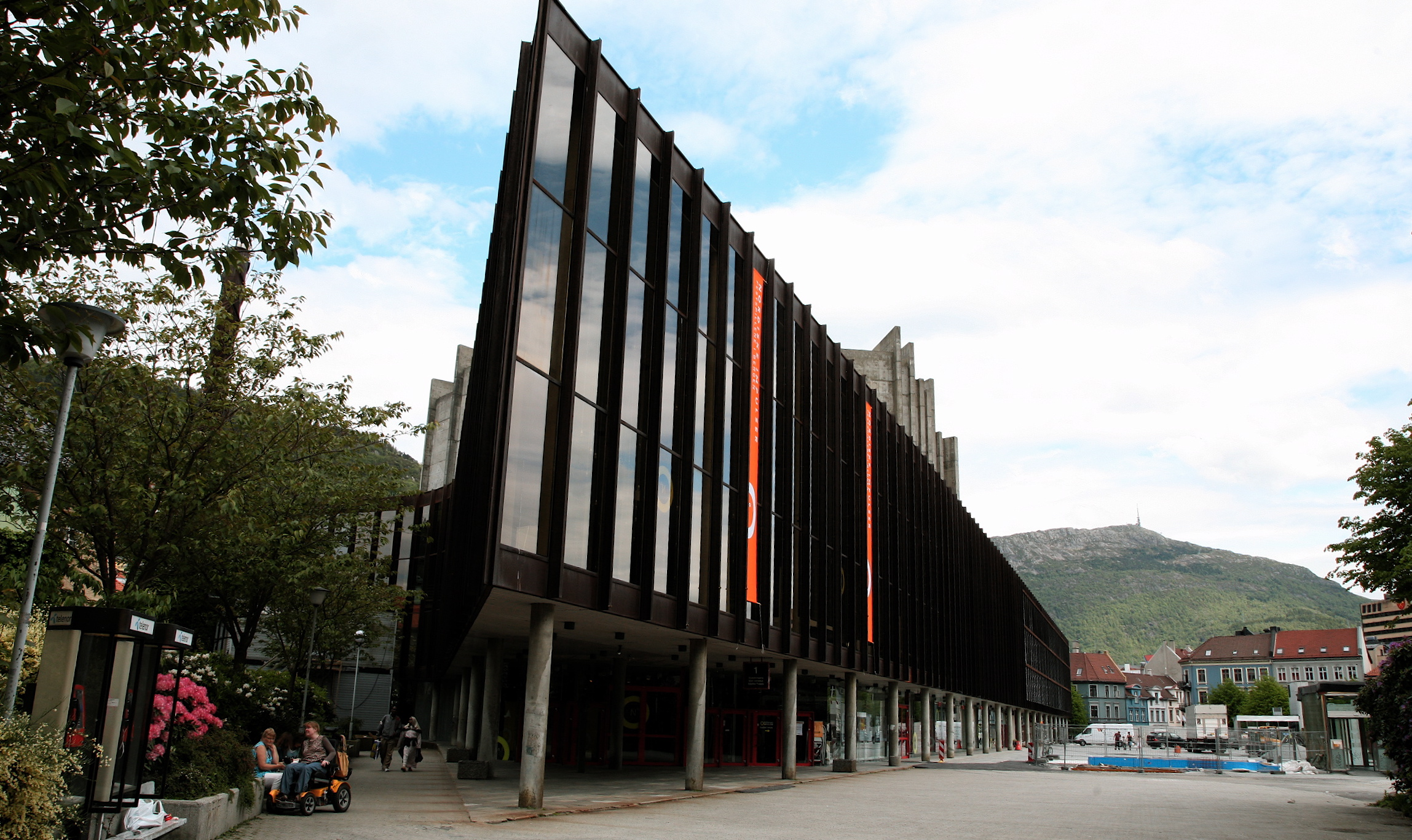
Sala Grieg

La Orquesta Filarmónica de Bergen (Bergen Filharmoniske Orkester en noruego) es una orquesta noruega con sede en Bergen, Hordaland.
Los músicos miembros actúan en la sala Grieg, recinto con aforo de 1.500 espectadores.

## Historia
La organización fue creada en 1765 bajo el nombre de "Sociedad Musical (Det Musicalske Selskab), posteriormente sería renombrado por "Musikselskabet Harmonien" por los ciudadanos de Bergen.
Tras la I Guerra Mundial se produjo un mayor interés en Bergen y Oslo (entonces: Kristiania) por tener la mayor orquesta del país. En 1919 Bergen dio trabajo a cuarenta músicos. Ya en 2015 la cifra ascendió hasta cien.
La orquesta ha tenido una larga tradición interpretativa respecto a la música clásica contemporánea. En la sala de conciertos se ha interpretado la Segunda Sinfonía de Beethoven, incluso antes de que fuera interpretada en Berlín, en 1804. 
El compositor Edvard Grieg, cuyos orígenes han quedado ligados a la orquesta de la que fue director desde 1880 hasta 1882 también legó parte de su patrimonio a la fundación de subvención a la Orquesta. Otros compositores que también dirigieron la cámara fueron Arvid Fladmoe, Johan Halvorsen, Iver Holter, etc,.